# Dautartas
Dautartas ist ein litauischer männlicher Vorname und Familienname.

## Herkunft
Der Name ist abgeleitet von litauischen Wörtern dau- (daug, viel) + tar- (tarti) – „viel (aus)sprechen“. Der Namenstag ist am 27. Dezember.

## Weibliche Formen
- Dautartaitė (ledig)
- Dautartienė (verheiratet)

## Namensträger
- Julius Dautartas (* 1953), Politiker, Mitglied des Seimas
- Juozas Dautartas (* 1959), Politiker, Leiter der Grünen